# Perle di tapioca

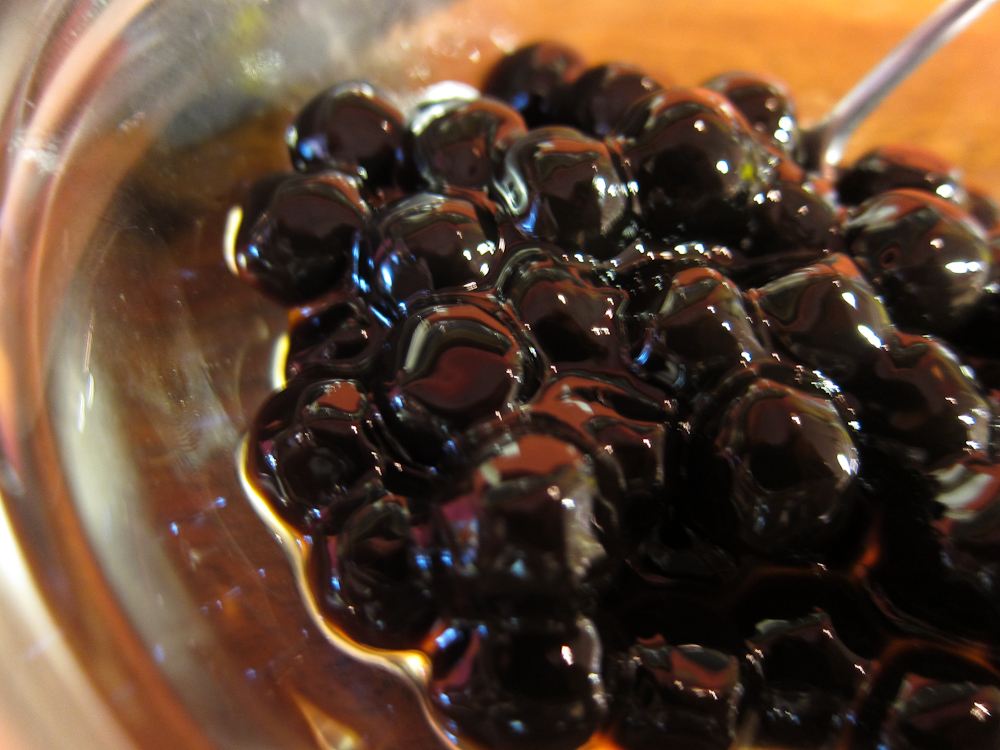
Perle di tapioca

Le perle di tapioca sono un prodotto derivato dalla tapioca, un amido che è a sua volta estratto dalla radice di manioca.
Le perle hanno un diametro che varia dai 5 ai 10 mm, consistenti di amido di manioca, polvere di patata o di patata dolce, o gelatina.
L'aggiunta di altri ingredienti consente di variare consistenza e colore delle perle di tapioca. 
Le perle hanno un sapore tipicamente neutro, e sono quindi spesso usate come agenti addensanti in alimenti come i budini.